# 一宇村立片川小学校
一宇村立片川小学校（いちうそんりつ かたがわしょうがっこう）は、徳島県美馬郡つるぎ町一宇字大横にあった公立小学校。
児童数の減少などの理由で1978年4月1日をもって休校し、同年同月同日に一宇村立古見小学校（現つるぎ町立古見小学校）に統合された。。

## 概要
- 旧貞光町の最奥端山から西方の石堂山へ約10Km連なる尾根の西端近く。南斜面に広がる大横地区の麓の新校舎跡はある。旧校舎はそこから500M程上にあった[1]。
- 旧校舎の木造平屋の教室と教員宿舎は、段々畑の中の狭い敷地にあった[1]。
- 旧校舎は、1954年の台風で倒壊した。1956年斜面の下の新校舎に移転した[1]。

## 基礎データ
全校生徒数
- 140人（1959年度（昭和34年度）当時）[1]

全卒業生数　
- ？人

## 沿革
- 1892年（明治25年） - 創立。
- 1947年（昭和22年）4月1日 - 学制改革により、一宇村片川小学校と改称。
- 1954年（昭和29年） - 台風で旧校舎倒壊[1]。
- 1956年（昭和31年） - 新校舎移転[1]。
- 1978年（昭和53年）3月31日 - 休校[1]。

## 交通

### 最寄駅
- JR徳島線貞光駅

## 統合先小学校
- つるぎ町立古見小学校（2015年3月31日休校。）
- つるぎ町立貞光小学校

## 進学先中学校
- つるぎ町立一宇中学校（2010年3月31日休校。）
- つるぎ町立貞光中学校